# Pseudohomonyx extradentatus
Pseudohomonyx extradentatus är en skalbaggsart som beskrevs av Miyake och Yamaya 1997. Pseudohomonyx extradentatus ingår i släktet Pseudohomonyx och familjen Dynastidae. Inga underarter finns listade i Catalogue of Life.